# Ратуша (футбольний клуб)
«Ра́туша» — українська футбольна команда з Кам'янця-Подільського Хмельницької області. Утворена на основі аматорського «Імпульсу» навесні 1996 року, виступала в першій лізі в другому колі сезону 1995/96, де програла всі матчі, в яких виходила на поле. Після завершення сезону припинила існування.

## Історія
У листопаді 1995 року клуб «Темп-АДВІС», який представляв у першій лізі місто Хмельницький, знявся зі змагань. У ті часи Федерація футболу України практикувала заміну команд, що припиняли існування з фінансових причин, на аматорські колективи тієї самої області. Однак якщо раніше так замінили низку клубів другої ліги в літнє міжсезоння, вперше така заміна мала відбутися в першій лізі та під час зимової перерви. 
На заклик федерації завершити сезон для команд Хмельницької області замість «Темп-АДВІСа» відгукнувся лише кам'янець-подільський «Імпульс», який восени 1995 став чемпіоном області. Втім, перешкоджав брак коштів, оскільки в місті не було сильних підприємств та вже існували команди з мотоболу й волейболу. У підсумку фінансування футбольного колективу взяла на себе Кам'янець-Подільська міська рада, а спонсором команди призначили Івана Покотила (який у 1995 був відомим на все місто бізнесменом, а вже за кілька років був за суперечливих обставин засуджений до смертної кари за кримінальні розбірки та замовне вбивство).
Таким чином місце «Темп-АДВІСа» зайняв кам'янець-подільський клуб, який не мав із ним нічого спільного, крім того, що успадкував його результати виступів у першому колі. З «Темп-АДВІСа» не перейшли ані гравці, ані тренерський штаб. Натомість було залучено фактично напівпрофесіональних футболістів, а очолити команду запросили тренера ДЮСШ № 2 Олександра Петрова.
Новоспечений першоліговий колектив практично не мав часу на підготовку до сезону: єдиний тренувальний збір проходив у самому Кам'янці-Подільському, а перший товариський матч команда «Імпульс» провела 20 березня 1996, поступившись 0:6 хмельницькому «Поділлю». Дебют кам'янчан був запланований на 31 березня 1996 матчем проти лідерів чемпіонату — «Ворскли»: у Полтаві вже висіли афіші «„Ворскла“ — „Імпульс“» та готувалися до друку програмки з представленням «Імпульсу». Перед виїздом на цю гру начальник команди Володимир Пташник розмістив на автобусі трафарет з назвою «Імпульс», але це не сподобалося Іванові Покотилу, який вирішив перейменувати команду на честь спонсора — «Ратуша». Хоча зміна назви й відбулася напередодні першої гри, офіційно перейменування затвердили в Києві лише після четвертого туру другого кола. «Імпульс», своєю чергою, продовжив існувати окремо й заявився до чемпіонату області, де виступав і в наступні роки.
Від новосформованої «Ратуші» не очікували результатів. Оглядачі відводили команді роль «постачальника очок» та розраховували на здобуття досвіду для виступів у наступному сезоні в другій лізі, адже навіть пониження до другої ліги мало бути позитивним результатом для вчорашніх аматорів. У програмці до матчу «Ворскла» — «Ратуша» команду представляли так (авторство цього тексту Володимир Пташник приписує Юрієві Ландеру):
|  | Приємно буде споглядати битву слона з мухою. Проте не варто забувати, що мухи бувають вельми надокучливі... |

Так гра й склалася: «Ратуша» зіграла непогано, програвши майбутньому чемпіону першої ліги лише з рахунком 0:2.
Надалі в другому колі сезону 1995/96 «Ратуша» програла всі матчі, в яких брала участь. Єдину перемогу команда здобула в останньому, 42-му турі, через неявку на матч суперника — кременчуцького «Нафтохіміка». Ще в двох матчах — проти макіївського «Шахтаря» і алчевської «Сталі» — «Ратуша» отримала технічну поразку за невиїзд. У решті 18 матчів, які відбулися, кам'янчани зазнали 18 поразок з загальним рахунком 3—71. Попри такий результат, їм вдалося навіть фінішувати не останніми: завдяки результатам «Темп-АДВІСа» вони випередили стрийську «Скалу». Варто зазначити, що за весь цей час футболісти так і не отримали зарплат чи премій: фінансування вистачало лише на проїзд та харчування.
За підсумками сезону 1995/96 «Ратуша» опустилася до другої ліги. Попри бажання зберегти для міста місце в професіональному футболі, клуб не зміг отримати взагалі жодного фінансування та знявся зі змагань до початку нового сезону.

## Усі сезони в незалежній Україні
| Сезон   | Чемпіонат                       | Чемпіонат | Чемпіонат | Чемпіонат | Чемпіонат | Чемпіонат | Чемпіонат | Чемпіонат | Кубок | Кубок | Кубок | Кубок | Кубок | Кубок | Кубок | Примітка                                                           |
| Сезон   | Ліга                            | Місце     | І         | В         | Н         | П         | М         | О         | Етап  | І     | В     | Н     | П     | М     | О     | Примітка                                                           |
| ------- | ------------------------------- | --------- | --------- | --------- | --------- | --------- | --------- | --------- | ----- | ----- | ----- | ----- | ----- | ----- | ----- | ------------------------------------------------------------------ |
| 1995/96 | Перша                           | 21 з 22   | 42        | 6         | 2         | 34        | 14−103    | 20        | —     | —     | —     | —     | —     | —     | —     |                                                                    |
| 1995/96 | в тому числі «Темп-АДВІС» (Хм.) | —         | 21        | 5         | 2         | 14        | 11−32     | 17        | —     | —     | —     | —     | —     | —     | —     |                                                                    |
| 1995/96 | в тому числі «Ратуша» (Кам-Под) | —         | 21        | 1         | 0         | 20        | 3−71      | 3         | —     | —     | —     | —     | —     | —     | —     |                                                                    |
| Всього  | Перша                           | 1 сезон   | 42        | 6         | 2         | 34        | 14−103    | 20        | —     | —     | —     | —     | —     | —     | —     | результати виступів «Темп-АДВІСа» в чемпіонаті зараховано «Ратуші» |

## Склад
Переважна більшість гравців, які грали за «Ратушу», раніше виступали за кам'янець-подільський аматорський клуб «Імпульс». Більшість гравців «Ратуші» не мали досвіду виступу в професіональних лігах і не виступали за жоден інший професіональний клуб після «Ратуші».
Лише три гравці «Ратуші» провели понад 50 матчів на професіональному рівні в Україні (у першій та другій лігах) — Віталій Рижковой (167 ігор), Ігор Глушок (73 гри) та Іван Катревич (56 ігор). Також кілька гравців мали досвід виступів у Національному дивізіоні Молдови: Микола Лахмай провів 6 сезонів у складі клубів «Чукур» (Окниця), «Олімпія» (Бєльці) та «Хеппі Енд» (Кам'янка), Віталій Рижковой — 3 сезони за «Ністру» (Атаки), а Ігор Глушок — 3 сезони за «Рому» (Бєльці).
Повний список гравців, які виступали за клуб у першій лізі:
| №            | Футболіст                         | Дата народження  | Країна   |
| Воротарі     | Воротарі                          | Воротарі         | Воротарі |
| ------------ | --------------------------------- | ---------------- | -------- |
| 1            | Залісний Віктор Васильович        | 16 червня 1974   | Україна  |
| 12           | Сидорчук Ярослав Ростиславович    | 23 січня 1968    | Україна  |
| Захисники    |                                   |                  |          |
| 2            | Крот Сергій Михайлович            | 19 лютого 1972   | Україна  |
| 2            | Лахмай Микола Петрович            | 14 вересня 1973  | Україна  |
| 3            | Юрковський Валентин Леонідович    | 4 листопада 1967 | Україна  |
| 4            | Гринчак Ігор Теофілович           | 31 серпня 1976   | Україна  |
| 5            | Атласов Борис Миколайович         | 21 липня 1969    | Україна  |
| 13           | Глушок Ігор Іванович              | 25 грудня 1977   | Україна  |
| 14           | Дюг Ігор Ярославович              | 2 січня 1975     | Україна  |
| 14           | Ландвігер Ігор Йосипович          | 12 березня 1964  | Україна  |
| Півзахисники |                                   |                  |          |
| 4            | Смоляр Василь Іванович            | 30 серпня 1970   | Україна  |
| 6            | Рижковой Віталій Іванович         | 28 квітня 1976   | Україна  |
| 7            | Гладиш Віктор Миколайович         | 10 грудня 1973   | Україна  |
| 8            | Кулінець Микола Васильович        | 29 березня 1969  | Україна  |
| 9            | Унгуряну Геннадій Андрійович      | 29 квітня 1972   | Україна  |
| 13           | Грисько Вадим Вячеславович        | 27 травня 1977   | Україна  |
| 14           | Швець Степан Валерійович          | 2 серпня 1976    | Україна  |
| 16           | Селіванов Володимир Олександрович | 16 грудня 1962   | Україна  |
| Нападники    |                                   |                  |          |
| 10           | Дідук Вадим Валерійович           | 24 жовтня 1972   | Україна  |
| 11           | Горбовий Олександр Вячеславович   | 14 грудня 1970   | Україна  |
| 15           | Цимбалістий Вячеслав Миколайович  | 14 лютого 1975   | Україна  |
| 16           | Катревич Іван Дмитрович           | 7 січня 1978     | Україна  |

## Тренери
До тренерського штабу «Ратуші» входили:
- головний тренер — Олександр Петров,
- начальник команди — Володимир Пташник,
- тренери — Віктор Цинчик (старший) та Віталій Заклевський.

## Рекорди
- Найбільша перемога в чемпіонаті — технічна перемога над «Нафтохіміком» (Кременчук) через неявку останнього (28 червня 1996 року, Кам'янець-Подільський).
- Найбільша поразка в чемпіонаті — 0—8 («Хімік» (Сєверодонецьк), 10 травня 1996 року, Сєверодонецьк).
- Найвища відвідуваність домашнього матчу — 6500 («Динамо-2» (Київ), 11 квітня 1996).
- Середня відвідуваність домашніх матчів — 1485 (сезон 1995/96).
- Найнижча відвідуваність домашнього матчу — 250 («Верес» (Рівне), 9 червня 1996).
- Найбільше матчів за клуб — Борис Атласов (16 матчів).
- Найкращий бомбардир — Валентин Юрковський (гол у ворота «Дніпра» (Черкаси), 3 квітня 1996, Черкаси), Борис Атласов (гол у ворота «Металіста» (Харків), 13 травня 1996, Харків), Вадим Дідук (гол у ворота «Вереса» (Рівне), 9 червня 1996, Кам'янець-Подільський) — всі по 1.

## Цікаві факти
Протягом тривалого часу «Ратуша» була єдиною командою в історії чемпіонатів України, яка не набрала жодного очка, програвши 15 з 18 матчів всуху (не враховуючи технічну перемогу через неявку суперника і результати «Темп-Адвіса»). У сезоні 2010/11 це досягнення перевершив рівненський «Верес»: єдина команда, якій «Ратуша» спромоглася забити м'яч на домашньому стадіоні, 15 років потому програла абсолютно всі матчі чемпіонату, не забивши вдома жодного м'яча за весь сезон.